# فلس‌مر (فلوریدا)
فِلس‌مر (به انگلیسی: Fellsmere) شهری در شهرستان ایندین ریور ایالت فلوریدا است که در سال ۱۹۱۱ بنیان‌گذاری شده‌است. این شهر طبق سرشماری سال ۲۰۱۰ میلادی، ۵٬۱۹۷ نفر جمعیت داشته و مساحت آن نیز ۱۴٫۰ کیلومتر مربع است.